# Dalla pelle al cuore (singolo)
Dalla pelle al cuore è un singolo del cantautore italiano Antonello Venditti, che anticipa l'omonimo album del 2007.

## Significato
La canzone è dedicata ai genitori del cantautore romano, soprattutto alla madre Wanda Sicardi Venditti, morta nell'estate 2007.

## Video
Il videoclip musicale, diretto e inviato alle reti musicali nel 2007, ambientato a Milano , racconta la storia di due innamorati e il viaggio di lui dalla città meneghina alla capitale sull’autostrada del sole per raggiungere la fidanzata interpretati da Francesco Venditti e Giulia Elettra Gorietti.

## Classifiche
| Classifica (2007) | Posizione massima |
| ----------------- | ----------------- |
| Italia            | 5                 |

### Classifiche di fine anno
| Classifica (2008) | Posizione |
| ----------------- | --------- |
| Italia            | 45        |